# Candido Portinari

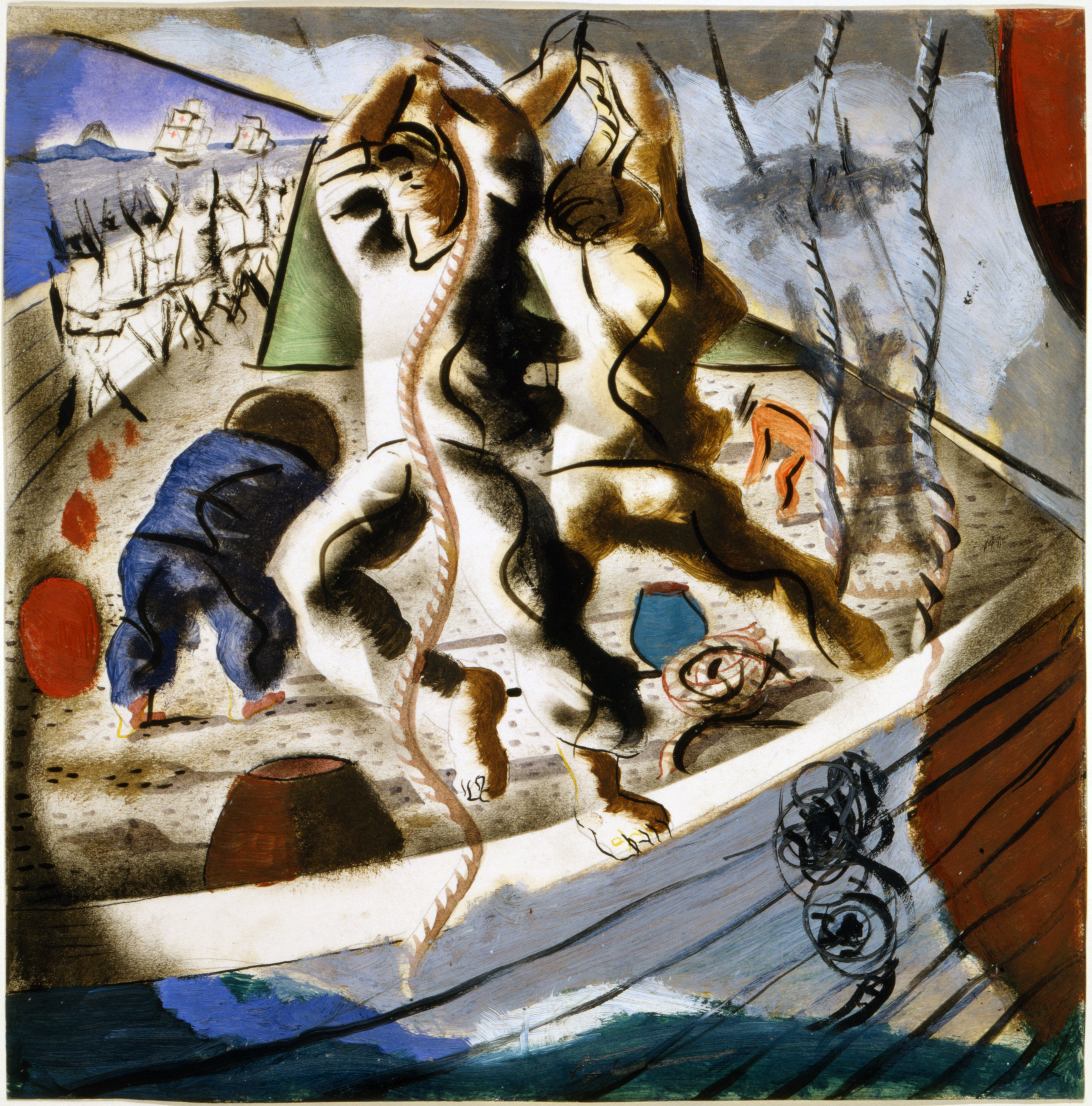
Discovery of the Land (1941, voorstudie voor muurschildering in Library of Congress, Washington

Candido Portinari (Brodowski, 29 december 1903 – Rio de Janeiro, 6 februari 1962) was een Braziliaanse kunstschilder.
Hij werd op een koffieboerderij in het binnenland van de deelstaat São Paulo geboren en bracht zijn jeugd door in het kleine plaatsje Brodowski. Zoals veel Brazilianen in die tijd waren zijn ouders Italiaanse immigranten. 
Als telg uit een arme familie volgde hij slechts de lagere school. Toch liet hij vanaf zijn kindertijd zijn artistieke roeping blijken en zijn lage vooropleiding weerhield hem er niet van om in 1918 een plaats te verwerven op de Escola Nacional de Belas Artes (ENBA) in Rio de Janeiro. In 1928 eindigde hij op een concours als eerste en won hij een reis naar Parijs waar hij tot 1930 zou blijven. 
In het jaar van zijn terugkomst ontmoette hij de negentienjarige Uruguayaanse Maria Victoria Martinelli met wie hij de rest van zijn leven zou delen. Om zijn jonge gezin te kunnen onderhouden begon hij in 1931 met het schilderen van de portretten. In 1935 nam hij met zijn werk CAFÉ deel aan een expositie van het Carnegie Institute of Technology in Pittsburgh waar het een eervolle vermelding kreeg. Het schilderij laat een koffieplantage zien zoals die algemeen waren in de regio waar hij woonde. 
Hij werd lid van de Partido Comunista Brasileiro en stelde zich verkiesbaar als senator in 1947. Vanwege de vervolging van communisten moest hij kort daarna naar Uruguay vluchten. Hij keerde terug naar Brazilië in 1951; gedurende de laatste 10 jaar van zijn leven zou hij aan een slechte gezondheid lijden. Portinari stierf op 58-jarige leeftijd aan loodvergiftiging. Hij was op uitnodiging van de gemeente Milaan een grote expositie van 200 werken aan het voorbereiden. De loodverbindingen in zijn verf zijn hem uiteindelijk fataal geworden.
Werk van hem bevindt zich onder andere in het Museu de Arte Moderna, het Museu de Arte de São Paulo en in het VN-hoofdkantoor in New York.
- Bibsys: 14051076
- Bibliothèque nationale de France: cb119729457 (data)
- Gemeinsame Normdatei: 119278758
- International Standard Name Identifier: 0000 0000 8353 3590
- Library of Congress Control Number: n80097941
- MusicBrainz: 0bbbb589-c109-42a4-8298-69a4dfe2556f
- Nationale Bibliotheek van Israël: 987007307996405171
- Nationale Bibliotheek van Polen: a0000003142647
- Nederlandse Thesaurus van Auteursnamen: 124396011
- RKD-Nederlands Instituut voor Kunstgeschiedenis: 64379
- SNAC: w6jm2f4x
- Système universitaire de documentation: 027754529
- Union List of Artist Names: 500022426
- Virtual International Authority File: 5737825
- WorldCat: E39PBJj8MKTQMWv6Tkhx8RJhpP